# Менсфілд-коледж (Оксфорд)
Менсфілд-коледж (Mansfield College) — один з коледжів Оксфордського університету. В Оксфорді з 1886 року, раніше розташовувався в Бірмінгемі як Spring Hill College — з 1838 року.
Станом на 2016: 50 академічних співробітників та понад 250 учнів, в їх числі 50 післядипломних.
Серед його почесних членів: Педді Ешдаун, Джиммі Картер, Бен Окрі.